# Batman: Silêncio
Batman: Silêncio (Hush no original em inglês) é uma série de histórias em quadrinhos estreladas por Batman, publicadas pela DC Comics entre 2002-2003, em 12 edições mensais da revista homônima. É de autoria de Jeph Loeb (texto), Jim Lee (desenhos), Scott Williams (arte-final) e Alex Sinclair (cores). A trama é sobre um misterioso vilão apelidado de "Silêncio" que persegue Batman e o faz lutar contra um grande número de vilões que estão com algumas características mudadas e mais perigosos. Também aparece com destaque na história os vários membros da "Família Batman" e o aliado Superman. A trama também explora o relacionamento do herói com a ex-vilã Mulher-Gato.

## Enredo
Batman resgata um menino rico sequestrado por Bane mas durante a luta a Mulher-Gato aparece e rouba a mala com o dinheiro do resgate. Ao persegui-la, a batcorda é rompida misteriosamente e Batman sofre uma tremenda queda e fratura o crânio. Bat-Girl é chamada para levá-lo até Alfred Pennyworth que por sua vez recebe instruções do herói para que contate um antigo amigo de infância dele, Thomas Elliot, agora um renomado neurocirurgião. Recuperado, Batman reinicia as investigações e descobre que a Mulher-Gato estava sobre controle da Hera Venenosa, que fugira para Metrópolis. Batman e Mulher-Gato vão até lá e se defrontam com o Superman, também controlado pela ardilosa vilã. Usando de vários artifícios Batman sobrevive à luta e consegue livrar Superman e deter Hera.
Mais tarde, de volta a Gotham City, Bruce Wayne, Selina Kyle, Leslie Thompkins e o Dr. Elliot vão à ópera assistir Pagliacci, quando Arlequina surge para roubar o publico presente. Ao perseguir a vilã, o médico é aparentemente morto pelo Coringa. Batman fica enraivecido e está prestes a matar o vilão quando o comissário aposentado James Gordon surge para acalmá-lo. Durante o funeral do Dr. Elliot, Batman conta a Dick Grayson que não fora o Coringa que matara o médico, e que suspeita de que um inimigo misterioso esteja por trás das recentes ações de seus antigos inimigos. Um homem com bandagens no rosto aparece em todas as cenas de crimes e passa  ser chamado de "Silêncio".
Na sequência, Batman impede um roubo do Charada e investiga alguns vestígios que o levam a Ra's al Ghul. De volta a sua cidade, Mulher-Gato é atacada pela Caçadora que depois se revela estar sob o efeito do gás do Espantalho. Robin (Tim Drake), é capturado pelo antecessor, Jason Todd, que havia sido dado como morto no episódio conhecido como Morte em família. Enquanto lutava com Jason, Batman descobre que na verdade era seu antigo inimigo, Cara de Barro, que assumira a aparência do falecido parceiro.
Batman descobre que seu computador tinha sido violado e confronta seu mecânico, Harold, que não mais aparecera nas histórias desde o arco No Man's Land. Ele confessa que se vendera a Silêncio. Em seguida, Batman descobre a identidade do misterioso homem com as bandagens e durante a luta surge um renovado Duas Caras. Ao final, Batman consegue desvendar todo o mistério e descobrir quem foi o autor do plano que o ameaçara durante meses. Porém, resolvido o mistério do Silêncio, surge uma nova questão para atormentar o Cavaleiro das Trevas: a cova de Jason Todd permanecera vazia e seus inimigos se negaram a revelar o que aconteceu com o corpo do rapaz. Na cena final, Batman e a Mulher-Gato resolvem interromper o relacionamento romântico, até "algum dia".

### Consequências
Após o sucesso da história de Silêncio entre os leitores, Lee e Loeb chegaram a programar a continuidade da trama por mais seis edições, o que acabou não se concretizando. Quem a prosseguiu foi AJ Lieberman na revista Batman: Gotham Knights.
Os elementos da subtrama envolvendo Jason Todd mais tarde foram recontados em outras aventuras de Batman. Em Under The Hood, foi revelado que na verdade Batman lutara contra o real Jason Todd no cemitério, mas que o Cara de Barro o substituíra durante a luta. Todd se tornou o misterioso vigilante conhecido como Capuz Vermelho. Em As the Crow Flies, Batman já suspeitava que seu antigo parceiro estava à espreita para confrontá-lo.
Numa sequência de autoria de Paul Dini e Dustin Nguyen chamada Heart of Hush, Silêncio retorna para se vingar de Batman através da Mulher-Gato e faz cirurgia plástica para se passar por Bruce Wayne numa tentativa de roubar a identidade secreta do herói. A origem do vilão foi contada em Detective Comics, números 846-847.

## Recepção
IGN Comics classificou os volumes 1 e 2 da republicação de Batman: Hush como a 10ª das 25 melhores graphic novels de Batman, afirmando que "existem alguns momentos verdadeiramente inesquecíveis" e "o trabalho artístico de Jim Lee é inacreditável ".
Craig Lemon de Comics Bulletin criticou a trama, dizendo que agora muitas pessoas conhecem a identidade secreta de Batman e ainda que a história não era muito emocionante e que o herói fora inepto ao não estar preparado para uma situação previsível como a de cortarem sua batcorda. No entanto, elogiou os diálogos, a falta de exposição desnecessária, o ritmo e ação, e aspectos menores como a ideia do mecanismo de autodefesa do battraje. Em relação a arte, Lemon afirmou ter sido em geral boa, mas reclamou que "os dentes rangem em todos os homens. E os seios são enormes em todas as mulheres. É uma anatomia impossível para todo mundo", embora admita que alguns leitores apreciem esse tipo de desenho.

## Edições encadernadas

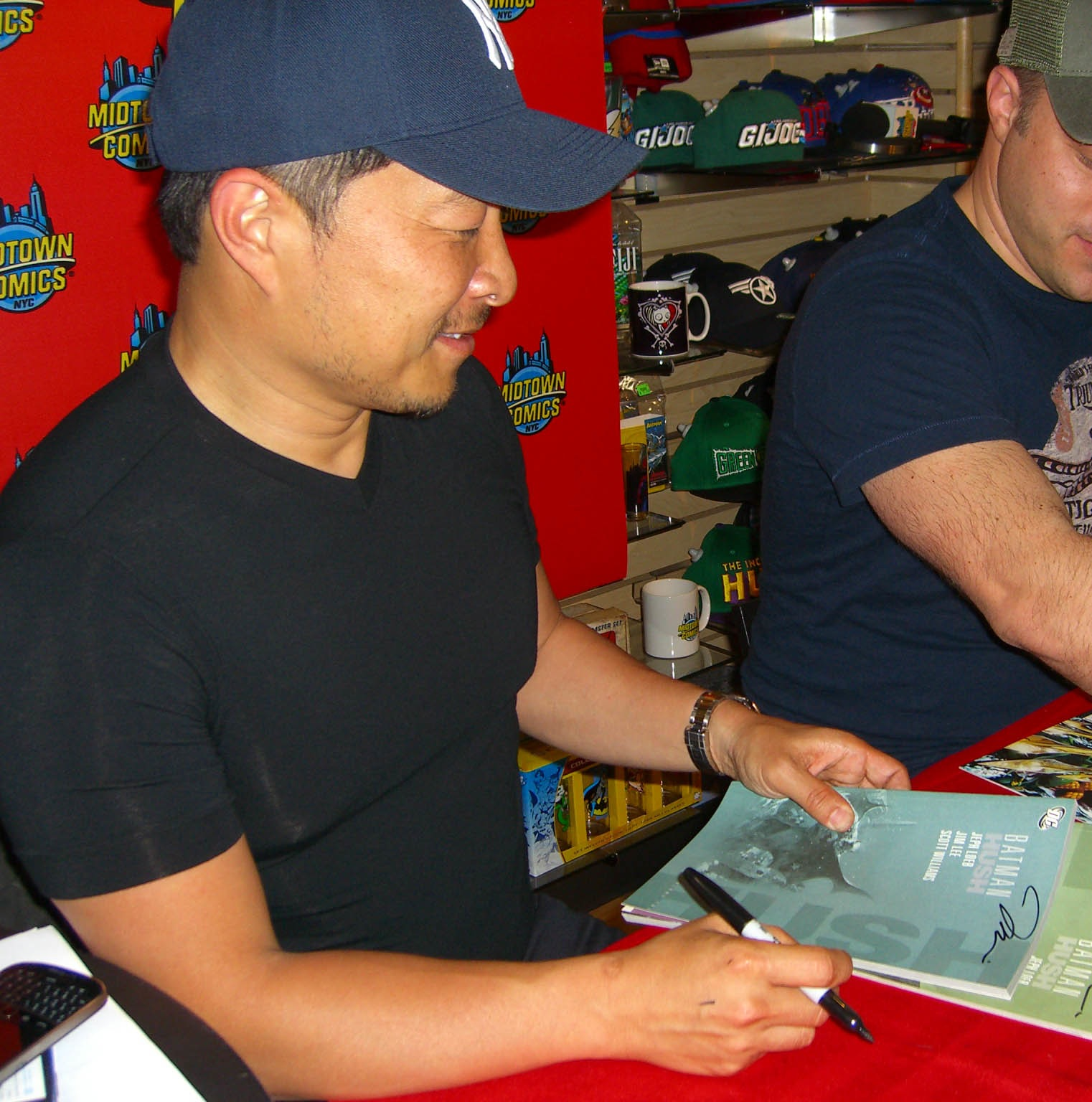
O desenhista Jim Lee assinando cópias da edição encadernada em capa cartonada em duas partes na Midtown Comics em Manhattan.

As histórias foram reunidas primeiramente em dois volumes de capa dura (publicado no Brasil pela Editora Panini em julho de 2006 em um único volume) e mais tarde em volume único:
- Batman: Hush (320 páginas, paperback, agosto de 2009, ISBN 1-4012-2317-6; capa dura de luxo, Julho de 2011, ISBN 1-4012-2992-1; 372 páginas, dezembro de 2011, ISBN 1-4012-0426-0)
  - Batman: Hush Volume One (coletâneas Batman vol. 1 #608–612 e 1 história da Revista Wizard #0, 128 páginas, paperback, Agosto de 2004, ISBN 1-4012-0060-5)
  - Batman: Hush Volume Two (reunindo Batman vol. 1 #613–619, 192 páginas, paperback, novembro de 2004, ISBN 1-4012-0092-3)

### No Brasil
A saga foi reunida pela Panini Comics numa edição definitiva em capa dura, em 2006. Posteriormente, foi republicada em dois volumes capa dura na Coleção DC Comics de Graphic Novels, da Eaglemoss.

## Outras mídias

### Televisão
Em 1 de março de 2007, o produtor Alan Burnett declarou que eles tentaram adaptar o arco da história Batman: Hush no episódio "Rumors" da  série animada The Batman. No entanto, no final, os executivos da DC convenceram a equipe de produção a não usar Hush no episódio e o vilão original Rumor, interpretado por Ron Perlman, foi criado. Em 2010, quando Bruce Timm foi perguntado se um filme de Batman: Hush seria lançado no futuro como parte dos Filmes Originais Animados do Universo DC, ele afirmou que, juntamente com Batman: The Long Halloween, o arco da história serve mais como quadrinho do que como um filme, mas que Batman: Hush também poderia servir como uma série de TV.

### Filme
Após a recepção bem-sucedida de The Batman vs. Dracula, o produtor Jeff Matsuda tentou fazer um segundo filme de Batman intitulado The Batman vs. Hush, uma adaptação do arco de história Batman: Hush. O filme também teria envolvido as aparições de Coringa, Mulher-Gato, Cara-de-Barro, Pinguim, Senhor Frio e Charada. No entanto, o projeto nunca se materializou. Kevin Conroy e Mark Hamill brincaram de fazer um filme de animação Batman: Hush. Em 20 de agosto de 2017, Conroy declarou que, embora os planos para fazer uma adaptação ainda não tenham começado, ele adoraria fazê-la.
Em julho de 2018, uma adaptação animada ambientada no Universo de filmes animados da DC Comics foi anunciada durante a San Diego Comic-Con, que apresentará uma "manopla de vilões" do Batman, incluindo Hera Venenosa, Ra's al Ghul, o Coringa e, claro, o curativo - enfrentou o vilão misterioso "Hush". O filme é estrelado por Jason O'Mara, Jerry O'Connell, Rebecca Romijn, Rainn Wilson, Sean Maher, Bruce Thomas, Vanessa Williams e Stuart Allan, que repetem seus papéis nos filmes anteriores do DCAMU com as novas adições de Jennifer Morrison, Peyton R. Lista, Maury Sterling, Geoffrey Arend, Jason Spisak, Adam Gifford, Peyton List e Dachie Alessio. O filme foi lançado em 19 de julho de 2019 em DVD e Blu-ray. No filme, Cara-de-Barro toma a forma do Charada em vez de Jason Todd e Bane sequestra a criança em vez de Killer Croc.